# Отказанный перекрёсток
Отказанный перекрёсток — редкий дебют в русских шашках. Так называют развитие в начале партии, характерное для дебюта Перекрёстка с отказом черными или белыми от канонического развития.
Чемпион СССР 1927 года Владимир Михайлович Бакуменко в матче с Василием Васильевичем Медковым за звание чемпиона СССР (1928) применил этот дебют в 4 партии, сыграв некласcический ход 4. de3:
```
1. cd4 de5, 2. bc3 ed6, 3. ef4 ba5, 4. de3
```

В своей книге, посвященной матчу, В. М. Бакуменко писал: «малоупотребительное, но вполне возможное продолжение. Цель его — избежать проторённых путей, однако рекомендовать его я воздерживаюсь».